# Soliflukcja
Soliflukcja (spływ powierzchniowy) – jeden z procesów morfologicznych modelujących stoki w obszarach o klimacie zimnym, w warunkach peryglacjalnych (obszary polarne, wysokie góry). Zjawisko to polega na powolnym (do kilku cm na rok) pełzaniu wierzchniej warstwy gruntu.
Soliflukcji sprzyja sezonowe rozmarzanie powierzchniowej warstwy zwietrzeliny, która silnie nasączona wodą „ślizga się” po nadal zamarzniętej głębszej warstwie.
Zachodzi najczęściej na utworach glebowych o dużej zawartości części ilastych i pyłowych, na stokach o wystawie północnej i spadkach powyżej 30%. Typową formą dla tego rodzaju erozji są jęzory soliflukcyjne.
Ważną rolę w całym procesie odgrywa też działalność lodu włóknistego, sprzyjającego przemieszczaniu okruchów zwietrzeliny w dół stoku oraz częste zmiany temperatury, powodujące wielokrotne, naprzemienne odmarzanie i zamarzanie gruntu.
Soliflukcja jest częstym zjawiskiem w obszarze wiecznej zmarzliny (permafrostu).
W Polsce efekty soliflukcji z okresu ostatniej epoki lodowej możemy obserwować w Karkonoszach.